# Ernst Wawra
Ernst Wawra (* Würselen) ist ein deutscher Musiker, Komponist, Kameramann und Fotograf.

## Leben
Ernst Wawra hat am Conservatorium Maastricht und an der "Academie Beeldende Kunsten Maastricht" studiert. 1998 gründete Wawra das Musiklabel Modul8 unter dem Motto Sublimierung zeitgenössischer Tanzmusik und präsentierte auf ByteFM die Modul8 Labelnacht.
Mit der Sängerin Asu Yalcindag gründete er die Band Alphawezen. Später gründete Wawra zusammen mit dem Autor und Texter Daniel Ketteler das Duo Elektro Willi und Sohn, welches sie nach einem Aachener Waschmaschinenhändler benannten.
Heute ist Ernst Wawra u. a. als Kameramann für den WDR tätig.

## Diskografie (Auswahl)
(2001) Alphawezen: L'après-midi d'un Microphone (Album) 

(2004) Alphawezen: En Passant (Album) 

(2008) Elektro Willi und Sohn: Diamanten (Album) 

(2009) Alphawezen: Snow/Glow (2xCD Album) 

(2023) Alphawezen: Source (Album) 

## Filmografie (Auswahl)
(1999) Tonnenschwer durchs Nadelöhr (ARD), Regie: Martin Zorn 

(2001) Traumschiff unter Segeln (NDR/arte), Regie: Tibor Somogyi 

(2004) Vermisst in Kaya Köyü (WDR), Regie: Dorothee Pitz 

(2015) In Gottes Namen (WDR), Regie: Katja Stephan 

(2018) Mein Dom – die Aachener und ihr Welterbe (WDR), Autorin: Katja Stephan 

## Ausstellungen (Auswahl)
(2018) 90° Von Oben, 13. Mai–3. Juni 2018, Kunst- und Kulturzentrum Monschau 

(2018) All Eyes On Aachen-Nord, 26.–28. Oktober 2018, Gravieranstalt Aachen (Gruppenausstellung) 

(2019) SHIFT PHOTO, 17. Februar–31. März 2019, Kunst- und Kulturzentrum (KuK) der Städteregion Aachen (Gruppenausstellung) 

(2019) 90° Von Oben, 5. Juni–30. Juni 2019, Galerie Gondwana, Berlin-Schöneberg 

(2019) SHIFT Auswahl, 29. Juni 2019, LothringAir Straßenfest Aachen (Gruppenausstellung) 